# Hypoponera nivariana
Hypoponera nivariana is een mierensoort uit de onderfamilie van de Ponerinae. De wetenschappelijke naam van de soort is voor het eerst geldig gepubliceerd in 1908 door Santschi.